# Teneriffia quadripapillata
Teneriffia quadripapillata  (лат.) — вид хищных тромбидиформных клещей семейства Teneriffiidae из подотряда Prostigmata. Палеарктика: остров Тенерифе из состава Канарских островов в Атлантическом океане.

## Описание
Микроскопического размера клещи (размеры менее 1 мм). Число коксальных щетинок на тазиках чётырёх парах ног следующее (начиная с первой и по чётвёртую пары): (6-9)-(6-9)-(6-9)-(6-9). Гребни развиты только на коготках лапок первой и второй пар ног (на третьей и четвёртой парах ног они полностью отсутствуют). Хищники.
Вид Teneriffia quadripapillata был впервые описан в 1911 году зоологом С. Тором (Thor, S.; 1911).